# Isola (cucina)

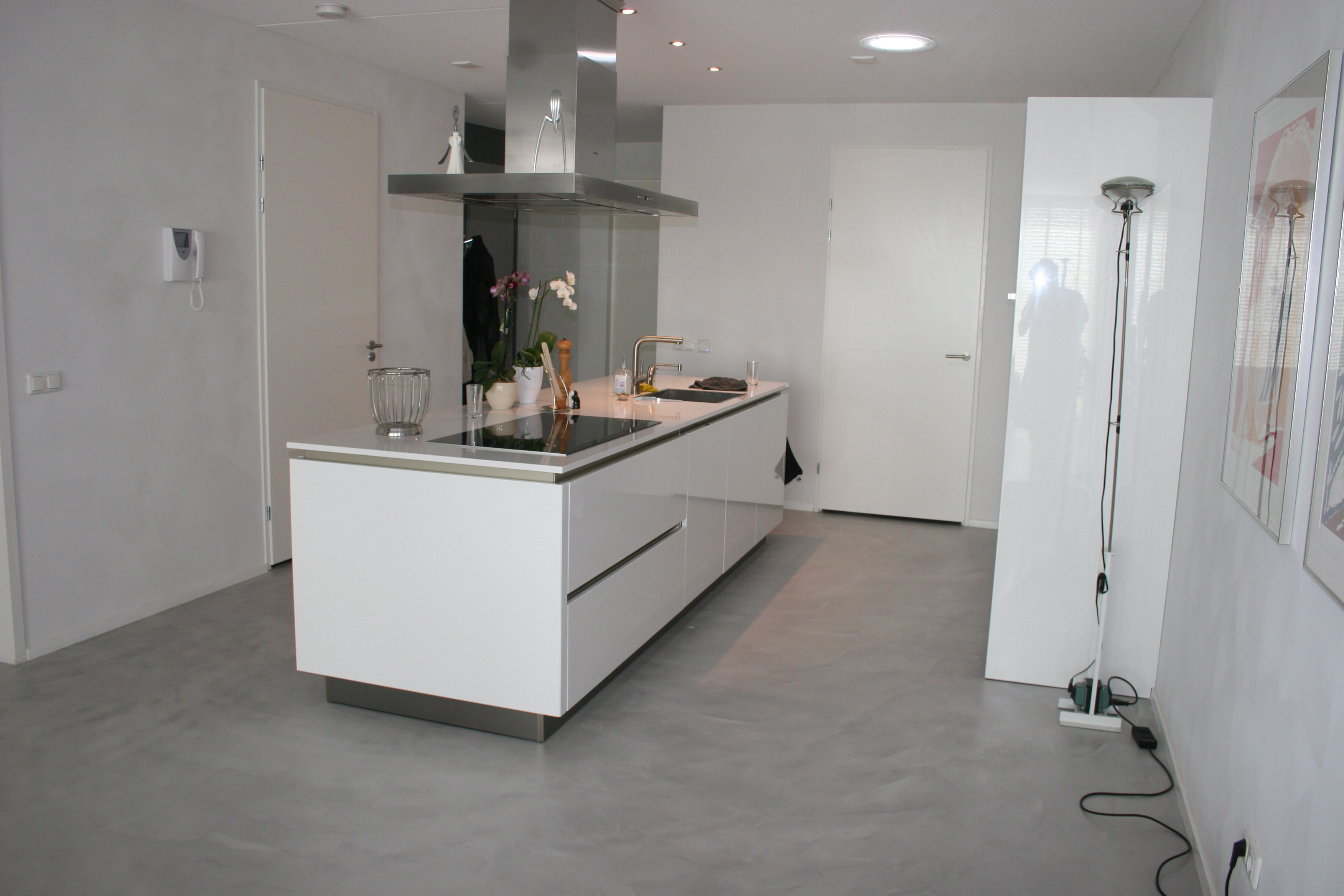
Isola in una cucina

Con la locuzione cucina a isola si intende la particolare soluzione nell'arredamento della cucina che prevede la compresenza di una porzione a parete ed una centrale, ad isola appunto.

## Storia e descrizione
Si tratta di una soluzione da ricondursi all'architettura moderna ed affermatasi in seguito alla diffusione del cosiddetto ambiente unico o open space, ossia lo spazio dell'abitazione destinato a cucina - pranzo - soggiorno. In questo tipo di organizzazione spaziale il blocco centrale o isola diventa così il cuore della stanza. Solitamente l'isola centrale ospita lavabo e piano cottura con cappa sovrastante ma l'equipaggiamento si presta alla massima flessibilità. Non sono rari i casi in cui l’isola funge anche da tavolo, bancone per la colazione con sgabelli e piano di lavoro.